# NGC 1741
NGC 1741 é uma galáxia espiral barrada na direção da constelação de Eridanus. O objeto foi descoberto pelo astrônomo Edouard Stephan em 1878, usando um telescópio refletor com abertura de 31,5 polegadas. Devido a sua moderada magnitude aparente (+14,4), é visível apenas com telescópios amadores ou com equipamentos superiores. 